# La Liga 1999–2000
La Liga 1999–2000 là mùa giải thứ 68 của La Liga kể từ khi giải đấu được thành lập, bắt đầu từ ngày 21 tháng 8 năm 1999 và kết thúc vào ngày 20 tháng 5 năm 2000.

## Thăng hạng và xuống hạng
Đội thăng hạng từ Segunda División 1998–99
- Málaga
- Numancia
- Sevilla
- Rayo Vallecano

Đội xuống hạng tới Segunda División 1999–2000
- Extremadura
- Villareal
- Tenerife
- Salamanca

## Thông tin đội bóng

### Câu lạc bộ và vị trí
Mùa giải 1999–2000 bao gồm các câu lạc bộ sau:
- Athletic Bilbao
- Atlético Madrid
- FC Barcelona
- Betis
- Celta de Vigo
- Deportivo Alavés
- Deportivo de La Coruña
- RCD Espanyol
- Málaga CF
- RCD Mallorca
- CD Numancia
- Racing de Santander
- Rayo Vallecano
- Real Madrid
- Real Oviedo
- Real Sociedad
- Sevilla FC
- Valencia CF
- Real Valladolid
- Real Zaragoza

### Nhân sự và tài trợ
| Câu lạc bộ      | Chủ tịch              | Huấn luyện viên   | Đội trưởng | Thiết kế áo đấu | Tài trợ áo đấu |
| --------------- | --------------------- | ----------------- | ---------- | --------------- | -------------- |
| Alavés          | Gonzalo Antón         | José Manuel Esnal |            | Luanvi          |                |
| Athletic Bilbao | José María Arrate     | Luis Fernández    |            | Adidas          |                |
| Atlético Madrid | Jesús Gil             | Claudio Ranieri   |            | Reebok          |                |
| Betis           | Manuel Ruiz de Lopera | Carlos Griguol    |            |                 |                |

### Thay đổi huấn luyện viên
| Câu lạc bộ      | huấn luyện viên trước | Lý do      | Ngày thôi việc       | huấn luyện viên sau | Ngày bắt đầu         | Vị trí trên bảng xếp hạng |
| --------------- | --------------------- | ---------- | -------------------- | ------------------- | -------------------- | ------------------------- |
| Mallorca        | Mario Gómez           |            | Tháng 8 năm 1999     | Fernando Vázquez    | Tháng 9 năm 1999     | 19                        |
| Real Sociedad   | Bernd Krauss          | Bị sa thải | 25 tháng 10 năm 1999 | Javier Clemente     | 26 tháng 10 năm 1999 | 17                        |
| Real Madrid     | John Toshack          | Bị sa thải | 17 tháng 11 năm 1999 | Vicente del Bosque  | 18 tháng 11 năm 1999 | 8                         |
| Espanyol        | Miguel Ángel Brindisi | Bị sa thải | 17 tháng 1 năm 2000  | Paco Flores         | Tháng 1 năm 2000     | 17                        |
| Betis           | Carlos Griguol        | Bị sa thải | Tháng 1 năm 2000     | Guus Hiddink        | Tháng 2 năm 2000     | 16                        |
| Atlético Madrid | Claudio Ranieri       | Bị sa thải | Tháng 2 năm 2000     | Radomir Antić       | Tháng 3 năm 2000     | 17                        |
| Sevilla         | Marcos Alonso Peña    | Bị sa thải | Tháng 3 năm 2000     | Juan Carlos Álvarez | Tháng 3 năm 2000     | 20                        |
| Betis           | Guus Hiddink          | Bị sa thải | 2 tháng 5 năm 2000   | Faruk Hadžibegić    | Tháng 5 năm 2000     | 18                        |
| Atlético Madrid | Radomir Antić         | Bị sa thải | Tháng 5 năm 2000     | Fernando Zambrano   | Tháng 5 năm 2000     | 19                        |

## Bảng xếp hạng
| XH | Đội                     | Tr | T  | H  | T  | BT | BB | HS  | Đ  | Lên hay xuống hạng                                 | Thành tích đối đầu               |
| -- | ----------------------- | -- | -- | -- | -- | -- | -- | --- | -- | -------------------------------------------------- | -------------------------------- |
| 1  | Deportivo La Coruña (C) | 38 | 21 | 6  | 11 | 66 | 44 | +22 | 69 | Vòng bảng thứ nhất UEFA Champions League 2000–01   |                                  |
| 2  | Barcelona               | 38 | 19 | 7  | 12 | 70 | 46 | +24 | 64 | Vòng bảng thứ nhất UEFA Champions League 2000–01   | VAL 3–1 BAR BAR 3–0 VAL          |
| 3  | Valencia                | 38 | 18 | 10 | 10 | 59 | 39 | +20 | 64 | Vòng sơ loại thứ ba UEFA Champions League 2000–01  | VAL 3–1 BAR BAR 3–0 VAL          |
| 4  | Zaragoza                | 38 | 16 | 15 | 7  | 60 | 40 | +20 | 63 | Vòng thứ nhất UEFA Cup 2000–01 1                   |                                  |
| 5  | Real Madrid             | 38 | 16 | 14 | 8  | 58 | 48 | +10 | 62 | Vòng bảng thứ nhất UEFA Champions League 2000–01 1 |                                  |
| 6  | Alavés                  | 38 | 17 | 10 | 11 | 41 | 37 | +4  | 61 | Vòng thứ nhất UEFA Cup 2000–01                     |                                  |
| 7  | Celta de Vigo           | 38 | 15 | 8  | 15 | 45 | 43 | +2  | 53 | Vòng thứ ba UEFA Intertoto Cup 2000                | VLD 1–3 CEL CEL 1–1 VLD          |
| 8  | Valladolid              | 38 | 14 | 11 | 13 | 36 | 44 | −8  | 53 |                                                    | VLD 1–3 CEL CEL 1–1 VLD          |
| 9  | Rayo Vallecano          | 38 | 15 | 7  | 16 | 51 | 53 | −2  | 52 | Vòng loại UEFA Cup 2000–01 2                       |                                  |
| 10 | Mallorca                | 38 | 14 | 9  | 15 | 52 | 45 | +7  | 51 | Vòng thứ hai UEFA Intertoto Cup 2000               |                                  |
| 11 | Athletic Bilbao         | 38 | 12 | 14 | 12 | 47 | 57 | −10 | 50 |                                                    |                                  |
| 12 | Málaga                  | 38 | 11 | 15 | 12 | 55 | 50 | +5  | 48 |                                                    |                                  |
| 13 | Real Sociedad           | 38 | 11 | 14 | 13 | 42 | 49 | −7  | 47 | ESP 0–0 RSO RSO 1–0 ESP                            |                                  |
| 14 | Espanyol                | 38 | 12 | 11 | 15 | 51 | 48 | +3  | 47 | ESP 0–0 RSO RSO 1–0 ESP                            | Vòng thứ nhất UEFA Cup 2000–01 3 |
| 15 | Racing Santander        | 38 | 10 | 16 | 12 | 52 | 50 | +2  | 46 |                                                    |                                  |
| 16 | Real Oviedo             | 38 | 11 | 12 | 15 | 44 | 60 | −16 | 45 | ROV 1–0 NUM NUM 1–1 ROV                            |                                  |
| 17 | Numancia                | 38 | 11 | 12 | 15 | 47 | 59 | −12 | 45 | ROV 1–0 NUM NUM 1–1 ROV                            |                                  |
| 18 | Betis (R)               | 38 | 11 | 9  | 18 | 33 | 56 | −23 | 42 | Xuống chơi tại Segunda División                    |                                  |
| 19 | Atlético Madrid (R)     | 38 | 9  | 11 | 18 | 48 | 64 | −16 | 38 | Xuống chơi tại Segunda División                    |                                  |
| 20 | Sevilla (R)             | 38 | 5  | 13 | 20 | 42 | 67 | −25 | 28 | Xuống chơi tại Segunda División                    |                                  |

Nguồn: LFP
Quy tắc xếp hạng: 1. Điểm; 2. Điểm khi đối đầu; 3. Hiệu số bàn thắng khi đối đầu; 4. Số bàn thắng khi đối đầu; 5. Hiệu số bàn thắng; 6. Số bàn thắng.
1Real Madrid được vào thẳng vòng bảng UEFA Champions League 2000–01 với tư cách đội vô địch UEFA Champions League 1999–2000. Trong khi, Zaragoza bị mất suất tham dự UEFA Champions League và phải chuyển xuống chơi tại UEFA Cup.
2Rayo Vallecano được nhận 1 suất tham dự vòng loại UEFA Cup 2000–01 nhờ được nhận giải UEFA Fair play.
3Espanyol tham dự cúp UEFA với tư cách đội vô địch Cúp Nhà vua Tây Ban Nha 1999–2000.
(VĐ) = Vô địch; (XH) = Xuống hạng; (LH) = Lên hạng; (O) = Thắng trận Play-off; (A) = Lọt vào vòng sau. 
Chỉ được áp dụng khi mùa giải chưa kết thúc: 
(Q) = Lọt vào vòng đấu cụ thể của giải đấu đã nêu; (TQ) = Giành vé dự giải đấu, nhưng chưa tới vòng đấu đã nêu.
Thành tích đối đầu: Được áp dụng khi số liệu thành tích đối đầu được dùng để xếp hạng các đội bằng điểm nhau.

## kết quả thi đấu
| S.nhà ╲ S.khách     | ATH | ATM | BAR | BET | CEL | ALA | DEP | ESP | MLG | MAL | NUMA | RAC | RVA | RMA | ROV | RSO | SEV | VAL | VLD | ZAR |
| Athletic Bilbao     |     | 4–2 | 0–4 | 1–0 | 1–0 | 2–1 | 2–3 | 2–1 | 2–2 | 1–1 | 2–1  | 2–2 | 1–2 | 2–2 | 1–1 | 1–1 | 1–1 | 1–0 | 1–0 | 2–2 |
| Atlético Madrid     | 1–2 |     | 0–3 | 0–0 | 1–2 | 1–0 | 1–3 | 1–1 | 2–2 | 1–0 | 2–2  | 2–0 | 0–2 | 1–1 | 5–0 | 1–1 | 1–1 | 1–2 | 3–1 | 2–2 |
| Barcelona           | 4–0 | 2–1 |     | 4–1 | 2–2 | 0–1 | 2–1 | 3–0 | 1–2 | 0–3 | 4–0  | 1–0 | 0–2 | 2–2 | 3–2 | 3–1 | 2–0 | 3–0 | 4–0 | 2–0 |
| Betis               | 2–1 | 2–1 | 2–1 |     | 0–0 | 0–1 | 0–0 | 2–5 | 0–0 | 1–0 | 1–2  | 2–2 | 1–1 | 0–2 | 1–0 | 1–0 | 1–1 | 1–0 | 0–1 | 2–0 |
| Celta de Vigo       | 1–1 | 0–1 | 0–2 | 5–1 |     | 1–1 | 2–1 | 2–1 | 2–4 | 1–0 | 0–0  | 2–0 | 0–1 | 1–0 | 5–3 | 4–1 | 2–1 | 0–0 | 1–1 | 2–1 |
| Deportivo Alavés    | 1–2 | 2–0 | 2–1 | 2–0 | 1–0 |     | 2–1 | 0–0 | 2–1 | 2–2 | 2–2  | 2–1 | 0–1 | 1–3 | 1–0 | 2–1 | 0–0 | 0–1 | 1–0 | 0–2 |
| Deportivo La Coruña | 2–0 | 4–1 | 2–1 | 2–0 | 1–0 | 4–1 |     | 2–0 | 4–1 | 2–1 | 0–2  | 0–3 | 3–2 | 5–2 | 3–1 | 2–0 | 5–2 | 2–0 | 2–0 | 2–2 |
| Espanyol            | 0–0 | 3–1 | 1–1 | 3–0 | 3–0 | 2–3 | 0–0 |     | 0–2 | 1–2 | 3–1  | 1–0 | 5–1 | 0–2 | 2–1 | 0–0 | 2–2 | 3–2 | 1–1 | 1–1 |
| Málaga              | 3–4 | 2–3 | 1–2 | 3–0 | 0–1 | 0–1 | 1–0 | 1–0 |     | 0–0 | 3–1  | 0–0 | 2–0 | 1–1 | 4–0 | 0–0 | 3–0 | 1–1 | 0–0 | 0–0 |
| Mallorca            | 2–1 | 1–2 | 3–2 | 4–0 | 1–0 | 2–0 | 2–2 | 1–3 | 2–1 |     | 3–0  | 1–2 | 2–1 | 1–2 | 1–1 | 2–1 | 3–1 | 1–0 | 0–0 | 1–1 |
| Numancia            | 1–1 | 3–0 | 3–3 | 1–2 | 3–1 | 0–0 | 1–0 | 2–0 | 1–1 | 3–1 |      | 2–1 | 3–1 | 0–0 | 1–1 | 1–2 | 2–0 | 1–2 | 1–0 | 1–2 |
| Racing Santander    | 2–2 | 2–1 | 1–2 | 1–1 | 3–0 | 0–0 | 0–0 | 2–2 | 2–3 | 1–1 | 1–1  |     | 1–1 | 1–1 | 3–1 | 0–0 | 2–2 | 1–1 | 1–1 | 1–2 |
| Rayo Vallecano      | 1–2 | 1–1 | 1–1 | 1–3 | 1–0 | 0–1 | 2–0 | 2–1 | 4–1 | 2–1 | 0–0  | 1–2 |     | 2–3 | 1–2 | 2–1 | 2–0 | 1–3 | 4–1 | 0–1 |
| Real Madrid         | 3–1 | 1–3 | 3–0 | 2–1 | 1–0 | 0–1 | 1–1 | 2–1 | 1–0 | 2–1 | 4–1  | 2–4 | 0–0 |     | 2–2 | 1–1 | 3–1 | 2–3 | 0–1 | 1–5 |
| Real Oviedo         | 1–0 | 2–2 | 3–0 | 1–1 | 1–0 | 1–0 | 0–1 | 1–0 | 2–2 | 0–0 | 1–0  | 1–2 | 2–0 | 1–1 |     | 0–1 | 4–2 | 0–0 | 1–1 | 1–0 |
| Real Sociedad       | 4–1 | 4–1 | 0–0 | 1–0 | 0–2 | 1–1 | 0–1 | 1–0 | 2–2 | 2–1 | 2–1  | 2–5 | 2–1 | 1–1 | 0–0 |     | 1–1 | 0–0 | 3–0 | 2–1 |
| Sevilla             | 0–0 | 2–1 | 3–2 | 3–0 | 0–1 | 2–2 | 1–3 | 1–2 | 0–0 | 0–4 | 4–0  | 1–0 | 2–3 | 1–1 | 2–3 | 2–2 |     | 1–2 | 0–1 | 0–0 |
| Valencia            | 2–0 | 2–0 | 3–1 | 3–1 | 1–1 | 0–2 | 2–0 | 1–2 | 2–2 | 1–0 | 4–0  | 1–2 | 3–1 | 1–1 | 6–2 | 4–0 | 2–0 |     | 0–0 | 2–1 |
| Valladolid          | 1–0 | 1–0 | 0–2 | 0–3 | 1–3 | 1–1 | 4–1 | 1–0 | 4–2 | 2–1 | 2–0  | 1–0 | 1–2 | 0–1 | 2–1 | 2–1 | 2–1 | 0–0 |     | 1–1 |
| Zaragoza            | 0–0 | 1–1 | 0–0 | 1–0 | 2–1 | 2–1 | 2–1 | 1–1 | 3–2 | 3–0 | 3–3  | 4–1 | 1–1 | 0–1 | 4–0 | 2–0 | 2–1 | 4–2 | 1–1 |     |

Nguồn: LFP (tiếng Tây Ban Nha)
1 ^ Đội chủ nhà được liệt kê ở cột bên tay trái.
Màu sắc: Xanh = Chủ nhà thắng; Vàng = Hòa; Đỏ = Đội khách thắng.
a nghĩa là có bài viết về trận đấu đó.

## Tổng kết
- Thắng nhiều nhất - Deportivo La Coruña (21)
- Thắng ít nhất - Sevilla (5)
- Hòa nhiều nhất - Racing Santander (16)
- Hòa ít nhất - Deportivo La Coruña (6)
- Thua nhiều nhất - Sevilla (20)
- Thua ít nhất - Zaragoza (7)
- Ghi nhiều bàn nhất - Barcelona (70)
- Ghi ít bàn nhất - Betis (33)
- Để lọt lưới nhiều nhất - Sevilla (67)
- Để lọt lưới ít nhất - Valencia (39)

## Giải thưởng

### Vua phá lưới

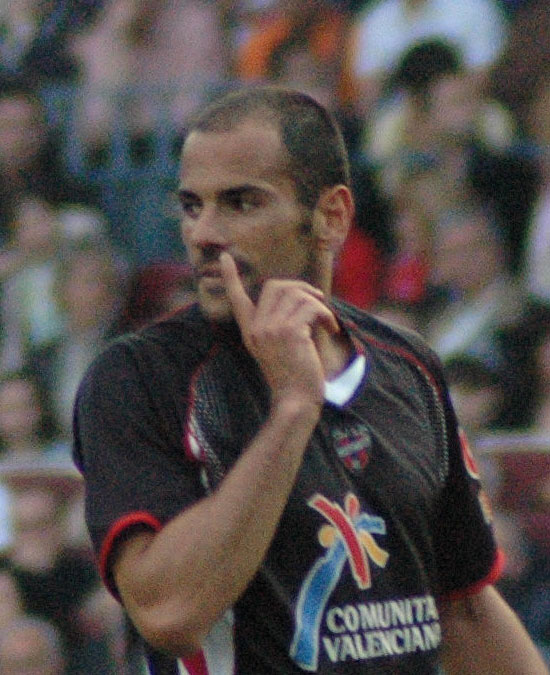
Salva là vua phá lưới mùa giải 1999–2000

|   | Cầu thủ                 | Câu lạc bộ          | Bàn thắng |
| - | ----------------------- | ------------------- | --------- |
| 1 | Salva                   | Racing Santander    | 27        |
| 2 | Jimmy Floyd Hasselbaink | Atlético Madrid     | 24        |
| 2 | Catanha                 | Málaga              | 24        |
| 4 | Roy Makaay              | Deportivo La Coruña | 22        |
| 5 | Savo Milošević          | Zaragoza            | 21        |
| 6 | Diego Tristán           | Mallorca            | 18        |
| 7 | Raúl                    | Real Madrid         | 17        |
| 8 | Patrick Kluivert        | Barcelona           | 15        |
| 9 | Gaizka Mendieta         | Valencia            | 13        |
| 9 | Víctor                  | Valladolid          | 13        |

nguồn: BDFutbol

### Cúp Zamora
| Thủ môn        | Bàn thua | Số trận | Trung bình | Câu lạc bộ |
| -------------- | -------- | ------- | ---------- | ---------- |
| Martín Herrera | 37       | 38      | 0.97       | Alavés     |

### Giải phong cách
Rayo Vallecano là câu lạc bộ giành giải phong cách với 102 điểm, Ngoài ra, trong 1 cuộc bỏ phiếu vào ngày 8 tháng 6 năm 2000 tại Brussels, câu lạc bộ còn là một trong hai đội giành giải UEFA Fair Play và được tham dự vòng loại UEFA Cup.
- Nguồn: El Mundo Deportivo [12]

### Giải thưởng Pedro Zaballa
Cầu thủ Alfonso Pérez Muñoz